# Gary William Friedman
Gary William Friedman (New York, 1934) è un compositore e direttore d'orchestra statunitense, noto per il suo lavoro nel campo dei musical e per la televisione.

## Biografia
Dopo aver completato i suoi studi post-laurea in pedagogia, Gary William Friedman ha studiato composizione di musica elettronica con Vladimir Ussachevsky, presso il Columbia-Princeton Electronic Music Center.
Il suo primo grande successo di critica e commerciale fu come compositore del musical The Me Nobody Knows nel 1970, per cui ha vinto un Obie Award, un Drama Desk Award e ha ricevuto una candidatura al Tony Award alla migliore colonna sonora originale.
Friedman ha anche composto colonne sonore per film e serie televisive americane come la serie per bambini della PBS, The Electric Company.

## Filmografia parziale
- Fore Play, Bruce Malmuth e John G. Avildsen (1975)
- Survival Run, regia di Larry Spiegel (1979)
- Che fatica essere lupi (Full Moon High), regia di Larry Cohen (1981)
- The Goodbye Bird, regia di William Clark e William Tannen (1993)